# Famille Fawcett

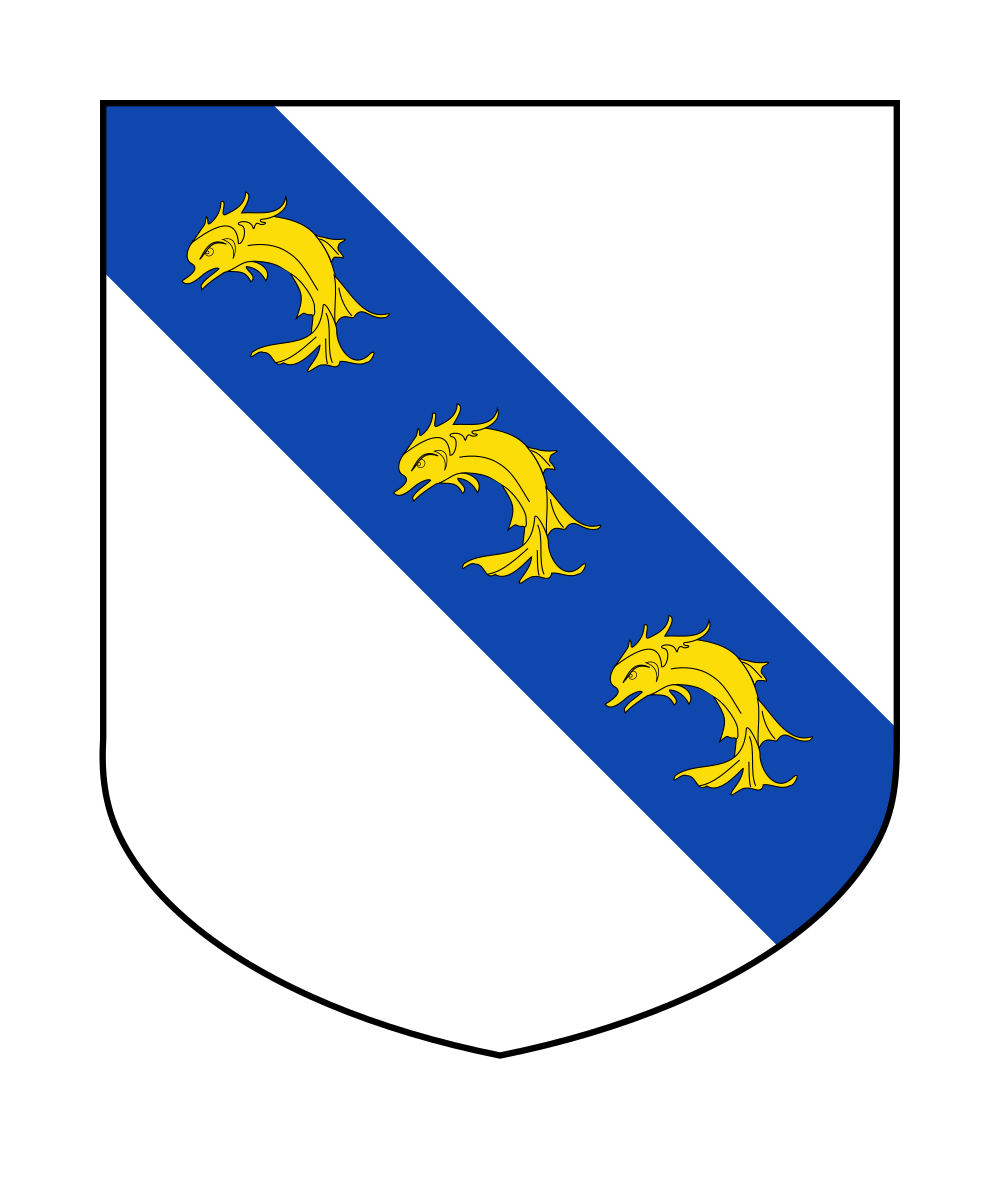
Armoiries de la famille Fawcett de Sandford Hall

Fawcett est le nom d'une famille de noblesse terrienne (gentry) anglaise, d'ancienne extraction qui détenait des terres dans les comtés de Cumbria, Northumberland, North Yorkshire et West Yorkshire. Les membres éminents de la famille comprennent des hommes politiques, des conseillers du roi, des militaires gradés, des hauts fonctionnaires, des armateurs, des explorateurs et des archéologues.

## Histoire de la famille
La famille Fawcett partage son nom avec la rue Fawcett à Londres, la forêt de Fawcett en Cumbria, Fawcett Moor dans le Yorkshire du Nord et un village du Yorkshire du Nord répertorié comme Forcett dans le Domesday Book (1086)
Les sources bien documentées concernant la famille avant le XIVe siècle sont parcellaires. Selon l’Oxford Dictionary of Family Names, le nom Fawcett dériverait probablement de formes plus anciennes telles que Forcett ou Forset, qu’il a progressivement remplacées au cours du XVe siècle, à la suite de la guerre de Cent Ans. Le plus ancien porteur connu de ce nom est Gilbert de Forcett, le fils cadet d’Ervis, seigneur d’Appleby-upon-Tees, qui lui accorda les terres de Forcett à l’occasion de son mariage ; il apparaît sous le règne d’Henri II,. Ervis était le petit-fils d’un certain Ulf, mentionné comme seigneur d’Appleby-upon-Tees et de Forcett dans le Domesday Book. Après la première guerre d’indépendance de l’Écosse au XIIIe siècle, la famille reçut le manoir de Hertesheved (actuel Hartside) dans la vallée de la Breamish, en Northumberland, avec pour mission de surveiller cette région et de défendre la frontière nord-est du royaume d’Angleterre.
À partir du XIVe siècle, la famille Fawcett apparaît fréquemment dans les archives militaires. Elle est mentionnée comme ayant servi aux côtés de la famille Percy lors des guerres anglo-écossaises du XIVe siècle, ainsi qu’avec la famille Clifford, qui occupait la charge de Gardien des Marches, lors de la bataille de Flodden Field en 1513. L’implication de la famille dans la guerre de Cent Ans est également attestée, notamment à la bataille d’Azincourt et au siège de Harfleur,.

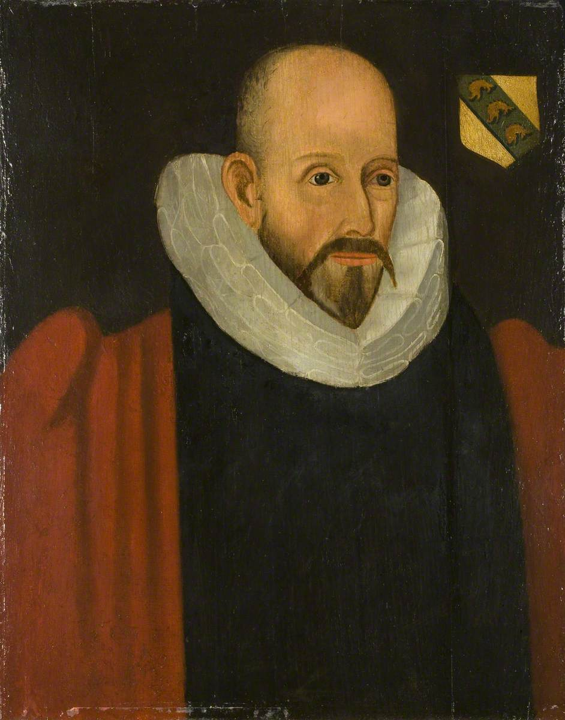
Henry Fawcett d'Over Hesleden (1562 - 1619), Sheriff et Alderman de Norwich

Au cours des XIVe et XVe siècles, la famille Fawcett étendit ses terres au sud, principalement dans les Yorkshire Dales et à l'est en Cumbria . Ils entretenaient des liens étroits avec l'abbaye de Fountains, assurant sa protection ainsi que la gestion de leurs terres. La famille joua un rôle important dans le pèlerinage de grâce, et protestèrent contre la dissolution des monastères. La famille Fawcett renforça son importance dans la région lorsque Miles Fawcett sauva George Clifford, 3e comte de Cumberland, de la faillite en échange de 2 000 acres de terres de l'ancienne abbaye de Fountains en 1603. Son frère, Henry Fawcett, un commerçant de laine prospère devint Alderman et Sheriff de Norwich.

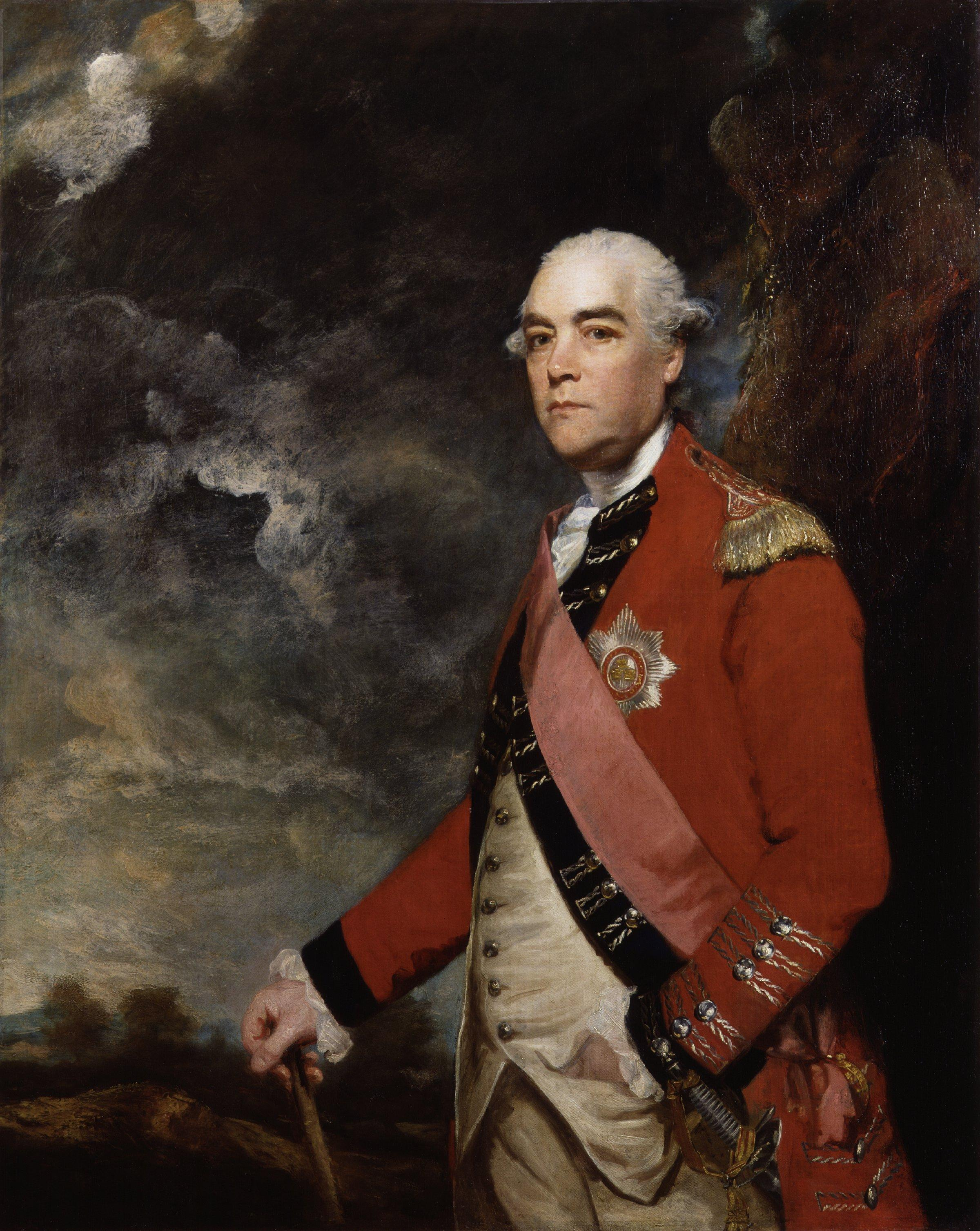
Général Sir William Fawcett KB (1727 - 1804) par Joshua Reynolds

Aux XVIIe et XVIIIe siècles, la famille acquit des domaines dans le Westmoreland (Sandford Hall acquis par Richard Fawcett en 1671, dont descendent le général Sir William Fawcett, les Fawcett de Sandford et les Rehman Fawcett) et en Cumbria (le château de Scaleby propriété de Rowland Fawcett, l'ancêtre de Percy Fawcett le célèbre explorateur, à la fin du XVIIIe siècle). Le général Sir William Fawcett est un membre important de la famille à cette période. Sir William s'est fait connaître au XVIIIe siècle grâce à ses qualités de tacticien et de réformateur de l'armée britannique. Ses réformes, qui professionnalisèrent l’armée britannique, contribuèrent aux succès militaires de la Grande Bretagne lors des guerres napoléoniennes. Il occupa les fonctions d’adjudant général des forces de 1781 à 1799 et de commandant en chef en 1799. Pendant cette période de 20 ans, Fawcett était le dirigeant de fait de l'armée anglaise et l'officier le plus influent de l'état-major.
Au fil du temps, la famille passa de l'agriculture traditionnelle au commerce de la laine et de la soie et devinrent d'importants armateurs au XIXe siècle et au début du XXe siècle.
La famille Fawcett porte les armes «argent on a bend azure three dolphins embowed»,,, ces armes furent confirmées par le College of Arms en 1619. Les devises de la famille Fawcett sont  
- Fawcett (puis Rehman Fawcett) de Sandford Hall : Nobilitas sola est atque unica virtus
- Fawcett de Shipden Hall : Officio et fide
- Fawcett de Scaleby Castle : Ne tentes aut perfice

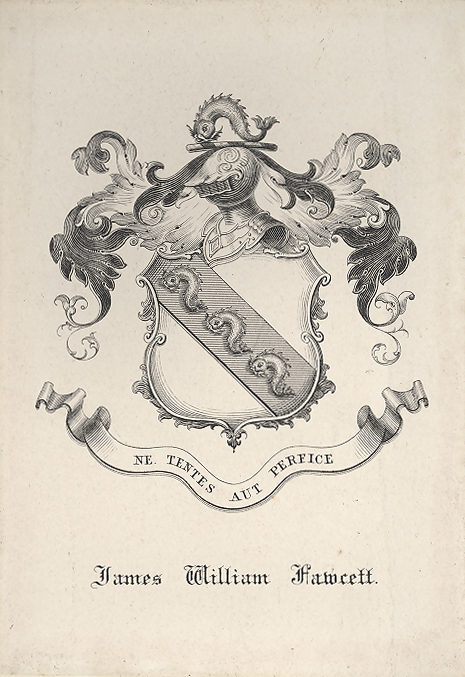
Ex Libris of James Fawcett of Scaleby Castle

La famille Fawcett du North Yorkshire est une famille distincte de la famille Fawcett de Bradford (armes : « argent a lion rampant sable ») ou des familles Fawcett du Somerset, d'Irlande ou d'Écosse.

## Membres notables de la famille
- John Fawcett (XIVe siècle) : Écuyer qui a combattu en Écosse avec Sir Matthew Redmayne (1324-1390, mentionné en 1381) aux côtés de Sir William Hilton, Lord Hilton (1355-1435, mentionné en 1384) pour Henri Percy, comte de Northumberland (mentionné de 1383 à 1385) et pour Jean de Gand, duc de Lancastre et d'Aquitaine (mentionné en 1384)[10].
- Robert Fawcett (XVe siècle) : Écuyer qui a combattu à la bataille d'Azincourt (1415) et à Harfleur avec Sir William Willoughby (mentionné en 1418) et Thomas Beaufort, duc d'Exeter[10].
- Richard Fawcett d'Over Hesleden (XVIe siècle) : En septembre 1513, a participé à la bataille de Flodden Field avec Henri Clifford, 10e baron Clifford. A fait partie du détachement qui a capturé les canons du roi Jacques et les a ramenés au château de Skipton. En octobre 1536, a formé une armée de plusieurs milliers d'hommes avec Jacques de Cray lors du Pèlerinage de Grâce et a négocié avec le duc de Norfolk[15].
- Edward Fawcett (XVIe siècle) : Maire de York.
- Henry Fawcett d'Over Hesleden (1562-1619) : Marchand de laine prospère et bienfaiteur de la ville de Norwich. Sheriff et Alderman de Norwich, confirmé par le College of Heralds pour les armes des Fawcett (1619)[24].
- Général Sir William Fawcett KB (1727-1804) : Conseiller du roi, officier de l'armée britannique qui a servi en tant qu'adjoint général aux forces de 1781 à 1799. Il a profondément réformé et professionnalisé l'armée britannique, crédité du succès rencontré par les forces armées lors des guerres napoléoniennes.
- Henry Fawcett, député de Scaleby Castle (1762-1816) : Armateur qui a fondé la société Fawcett Co. de Bombay active dans le commerce avec l'Inde. A armé le navire Scaleby Castle[25].
- Henry Fawcett, député (1833-1884) : Conseiller du roi, universitaire, homme d'État et économiste britannique. Nommé Postmaster General par William Gladstone.
- James Malcolm Fawcett (1856) : Entomologiste spécialisé dans les lépidoptères. Le papillon "Fawcett's clouded yellow" porte son nom.
- Dame Millicent Garrett Fawcett GBE (1847-1929) : Leader du mouvement suffragiste et écrivaine (épouse de Henry Fawcett, député).
- Philippa Garrett Fawcett (1868-1948) : Mathématicienne et éducatrice anglaise. Première femme à obtenir le meilleur score aux examens de mathématiques de Cambridge Tripos (fille de Henry et Millicent Fawcett).
- Edmund Alderson Fawcett de Sandford Hall (1816-1903) : Marchand de soie prospère. Propriétaire de Childwick Hall dans le Hertfordshire puis de Coleshill House à Amersham[19].
- Edmund Alderson Sandford Fawcett CB (1868-1938) : Secrétaire du ministère du Service national pendant la Première Guerre mondiale[26]. A supervisé le recrutement et les effectifs. Nommé Compagnon de l'Ordre du Bain dans les honneurs du Nouvel An 1919. Ami proche et conseiller de Neville Chamberlain. Champion de croquet du All England Club à Wimbledon et à Hurlingham.
- Dr Hugh Alderson Fawcett (1891-1982) : Archéologue, collectionneur prolifique et auteur. A signalé le trésor de Mildenhall au British Museum. La découverte du trésor et le rôle de Hugh Fawcett sont décrits par Roald Dahl dans "The Mildenhall Treasure". La majorité de sa collection de plus de 7 000 outils anciens, armes et artefacts se trouvent maintenant au Bristol Museum and Art Gallery[27].
- Sir James Edmund Sandford Fawcett DSC QC (1913-1991) : Président de la Commission européenne des droits de l'homme de 1972 à 1981.
- Major Peter Ernest Sandford Fawcett, Commandeur de l'Ordre des Palmes Académiques, Officier de la Légion d'Honneur, Officier de l'Ordre National du Mérite (1922-2016) : facilite l'installation du Lycée Français Charles-de-Gaulle à South Kensington dans les années 1950, Président de l'Alliance Française de Londres de 1983 à 1997, membre fondateur de la Maison Française d'Oxford, conservateur au British Museum, Président du Sassoon Ivory Trust, Président de l'Oriental Ceramic Society[28].
- Percy Harrison Fawcett (1867-1925) : Géographe britannique, officier d'artillerie, cartographe, archéologue et explorateur célèbre de l'Amérique du Sud.
- Edward Douglas Fawcett (1866-1960) : Alpiniste anglais, philosophe et romancier.
- William Claude Fawcett (1902-1941) : Journaliste, éditeur, animateur et auteur prolifique sur la chasse au renard, les courses de chevaux et l'équitation.

## Sources
1. ↑  https://ia600906.us.archive.org/29/items/genealogicalhera01burk/genealogicalhera01burk.pdf
2. ↑  https://archive.org/stream/armorialfamilies00foxd/armorialfamilies00foxd_djvu.txt
3. ↑  https://www.google.com/maps/place/Fawcett+St,+London,+UK/@51.4849906,-0.188163,17z/data=!3m1!4b1!4m6!3m5!1s0x48760562e5e35bf7:0x2e747993a78ab5a7!8m2!3d51.4849873!4d-0.1855881!16s%2Fg%2F1tff72fw?entry=ttu
4. ↑  (en) « The Discovery Service », sur nationalarchives.gov.uk, The National Archives (consulté le 1er avril 2024).
5. ↑  https://www.oxfordreference.com/display/10.1093/acref/9780199677764.001.0001/acref-9780199677764-e-13645?rskey=MTRTj1&result=13642
6. ↑  « History of Yorkshire », sur ia600900.us.archive.org
7. ↑  « APPLEBY of Lartington - Ingilby History »
8. ↑  « Eppleby | Domesday Book »
9. ↑  « Archaeologia aeliana, or, Miscellaneous tracts relating to antiquity », sur Internet Archive, Newcastle-upon-Tyne : Society of Antiquaries of Newcastle-upon-Tyne, 19 mars 1822
10. 1 2 3 4  « Medieval Soldier - Database », sur www.medievalsoldier.org
11. ↑  « Genuki: Arncliffe, Memorial Plaque transcription, Yorkshire (West Riding) », sur www.genuki.org.uk
12. ↑  « Catalogue description Parties to Indenture: Indentures between the king and the following for service in »
13. ↑  Norwich Civic Portrait Collection, Norwich Castle Museum and Art Gallery
14. 1 2  Landscapes and Townscapes of North Craven, Tony Stephens
15. 1 2  The Pilgrimage of Grace and the Politics of the 1530s, R. W. Hoyle
16. ↑  The National Portrait Gallery
17. ↑  « Parishes (East Ward): St Colombe, Warcop | British History Online », www.british-history.ac.uk
18. ↑  « Scaleby Castle moated site, Scaleby - 1019762 | Historic England », historicengland.org.uk
19. 1 2  « Answer: 10032: FAWCETT, Childwick Hall, St Michaels, c1863-1890 (Hertfordshire Genealogy) », www.hertfordshire-genealogy.co.uk
20. ↑  « CUMBRIA S ENCOUNTER WITH THE EAST INDIES c : GENTRY AND MIDDLING PROVINCIAL FAMILIES SEEKING SUCCESS - PDF Free Download », docplayer.net
21. ↑  « Armorial families : A directory of gentlemen of coat-armour », 1905
22. ↑  « An Armorial for Cumberland », www.forgottenbooks.com
23. ↑  « Old Cumbria Gazetteer - coats of arms, Cumbria »
24. ↑  « City of Norwich, chapter 42: The Northern ward, Coselany ward | British History Online », sur www.british-history.ac.uk
25. ↑  « FAWCETT, Henry (1762-1816), of Scaleby Castle, nr. Carlisle, Cumb. | History of Parliament Online », sur www.historyofparliamentonline.org
26. ↑  « Birthday and New Year Honours lists (1860 to 1936) | The Gazette », sur www.thegazette.co.uk
27. ↑  The Times, obituary 15 January 1982
28. ↑  https://issuu.com/orieldevoff/docs/oriel_record_2016_2b09c4ae2e8568